# Els nois de la Nickel (pel·lícula)
Els nois de la Nickel (títol original en anglès, Nickel Boys) és una pel·lícula de drama històric estatunidenca del 2024 basada en la novel·la homònima del 2019 de Colson Whitehead. Va ser dirigida per RaMell Ross, que va escriure el guió amb Joslyn Barnes. Protagonitzada per Ethan Herisse, Brandon Wilson, Hamish Linklater, Fred Hechinger, Daveed Diggs, Jimmie Fails i Aunjanue Ellis-Taylor, la història segueix dos nois afroamericans, Elwood (Herisse) i Turner (Wilson), que són enviats a una escola reformadora abusiva la dècada del 1960 a Florida. La pel·lícula està inspirada en la Dozier School for Boys, una escola reformadora de Florida, ara tancada, coneguda pel seu tracte abusiu als estudiants.
La pel·lícula es va rodar des d'un punt de vista en primera persona, i el rodatge va tenir lloc a Louisiana a finals de 2022. Es va estrenar al 51è Festival de Cinema de Telluride el 30 d'agost de 2024 i va arribar als cinemes de forma limitada el 13 de desembre de 2024. Va ser nomenada una de les 10 millors pel·lícules del 2024 per l'American Film Institute i va rebre nombrosos reconeixements, com ara el premi a la millor fotografia als 40ns premis Independent Spirit, una nominació la millor pel·lícula dramàtica als Globus d'Or i dues nominacions als premis Oscar a la millor pel·lícula i al millor guió adaptat.